# بنجامين فرانكلين يبرش
بنجامين فرانكلين يبرش هو سياسي أمريكي، ولد في 2 مايو 1825 في مقاطعة تشاريتون في الولايات المتحدة، وتوفي في 24 مارس 1893 في إينديبيدينس في الولايات المتحدة. انتخب عضو مجلس نواب أوريغون ‏.